# Гейша

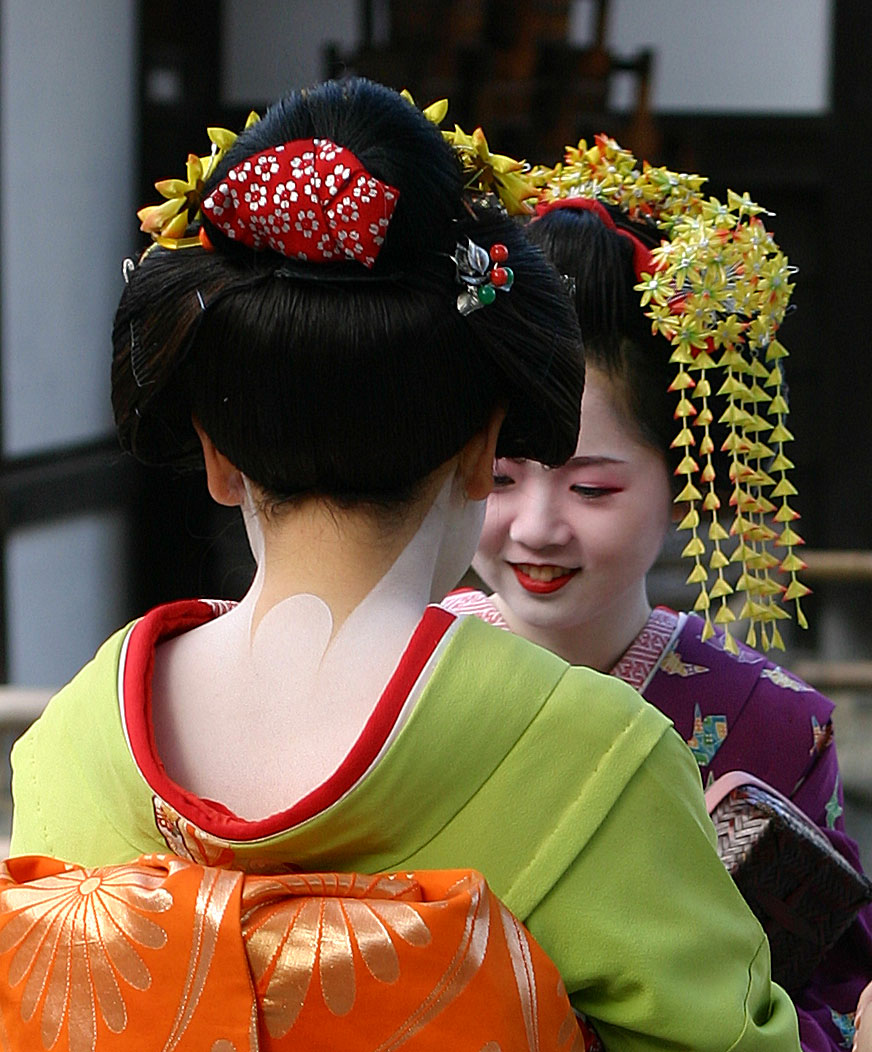
Традиційне "еріаші" (襟足) майко на потилиці

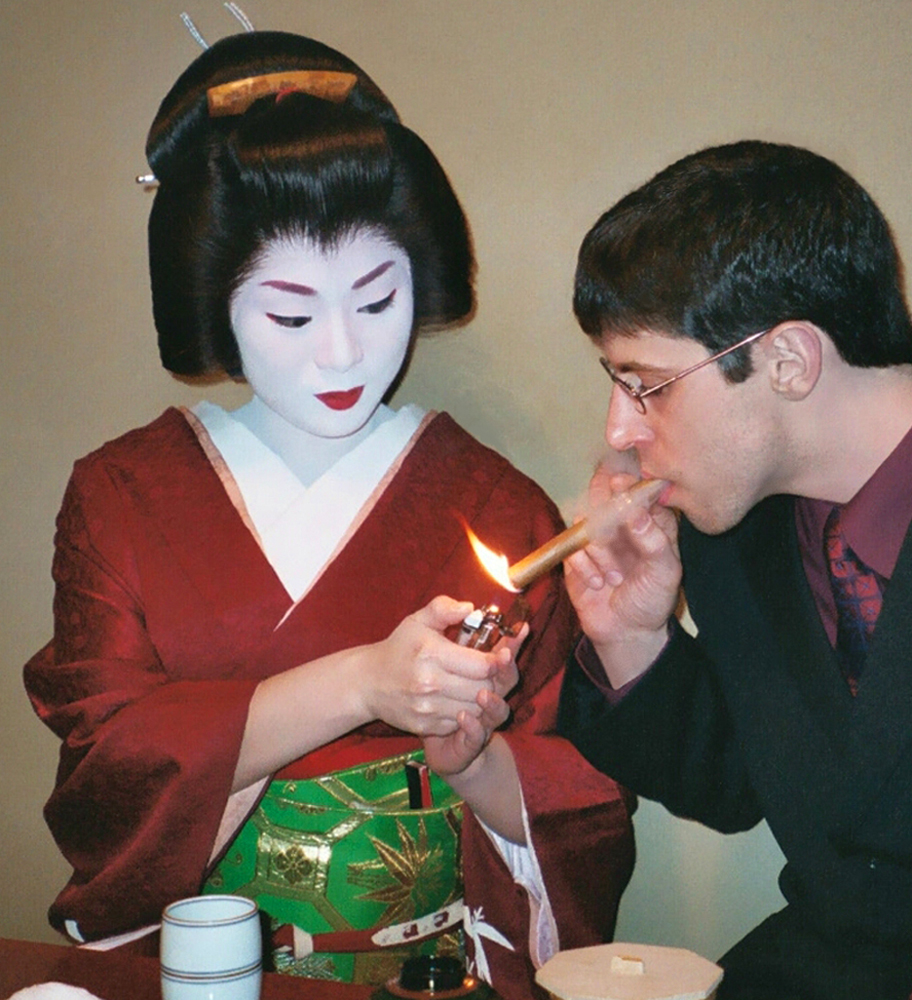
Фото Тодда Ларакуента. Гейша з клієнтом у Ґіоні

Ге́йша (яп. 芸者 — «людина мистецтва») — традиційна японська артистка, що розважає своїх гостей і клієнтів танцем, співом, проведенням чайної церемонії, бесідою. Цим терміном часто позначають куртизанок не лише в японській, але й інших мовах світу. Починаючи з другої половини 19 століття в регіоні Кінкі гейш-професіоналок називають «ґейко» (яп. 芸伎), а гейш-початківців — «майко» (яп. 舞妓).

## Професія гейші
Основні центри культури гейш — Кіото, Осака та Токіо, де вони вперше з'явилися у 17 столітті. Від початку гейшами були чоловіки — актори та музиканти театру кабукі, але згодом цю професію почали представляти тільки жінки. «Золотим віком» гейш вважається 19 століття. У ті часи вони були справжніми зірками, музами для багатьох поетів та художників. Тоді ж й були сформовані жорсткі традиції їхнього мистецтва, яке практично не змінилося з того часу й аж до наших днів.
Саме тоді, коли для японок було відведено тільки два місця у житті: домашнє вогнище чи дім розпусти — гейші вказали шлях до чудового «світу квітів та верб» (яп. 花柳界 карю-кай), у якому вони спромоглися стати аристократками. Уклад їхнього життя був доволі чітким: більшу частину свого часу вони, особливо до Другої світової війни, перебували у міських районах під назвою ханамачі (яп. 花街 — «місто квітів»). Найвідомішими з цих районів вважають Ґіон и Понто-тьо, що розташовані у Кіото.

## Праця та побут гейші
В основному гейша працює у чайних домах та традиційних японських ресторанах, де їй належить роль господині вечора, що розважає гостей-чоловіків. Гейша повинна спрямовувати бесіду та сприяти веселому настрою своїх гостей, подекуди фліртуючи з ними, але зберігаючи при цьому гідність. Заробіток гейші у чайному домі зазвичай є фіксованою погодинною оплатою її праці.
Найталановитіші та найуспішніші гейші демонструють своє вміння грати на музичних інструментах, співати та танцювати на періодичних виставах для широкого загалу. Подібні виступи дозволяють гейші стати загально відомою та популярною.

### Початок навчання
Життя та побут маленьких дівчат, майбутніх гейш, із самого початку проходив у домах гейш — окія (яп. 置屋) — куди вони частіш за все продавалися бідними родинами. Впродовж усього свого дитинства вони повинні були спочатку працювати служницями, а потім асистентками головних гейш у домі, які навчали цих дівчат основам майбутньої професії, а згодом й допомагали отримати освіту. У Японії подібна традиція має глибоке коріння: учень живе у домі свого учителя мистецтв, займаючись спочатку хатньою роботою, допомагаючи йому і, зрештою, стаючи майстром своєї справи.
Спостерігаючи за старшою гейшею у своєму домі, дівчата вчилися добирати відповідні до мети кімоно, одягати його, а також навчалися мистецтву вести бесіду. Однак не обов'язково безпосередньо найстарша гейша окії займалася з майбутньою гейшою: майбутня гейша мала так звану «старшу сестру» (теоретично нею могла бути будь-яка дівчина, що стала гейшею), яка і повинна була навчати її, свою «молодшу сестру». Частіше за все старшою сестрою ставала найстарша гейша у домі, але з цього правила існує безліч винятків.
Курс навчання у спеціалізованих навчальних закладах складається з різних видів мистецтв, якими повинна володіти кожна гейша: гра на музичному інструменті (зазвичай на японській лютні — сямісені), традиційні види співу, традиційний танець, мистецтво проведення чайної церемонії, мистецтво створення квіткових композицій — ікебана —, поезія, каліграфія, живопис — тобто всі ті види мистецтва, що надалі дають змогу гейші розважати своїх клієнтів. Під час навчання майбутня гейша проходить процедуру реєстрації, що дозволяє їй надалі співпрацювати з чайними домами. До речі, гейша обов'язково відвідує заняття увесь час, поки вона лишається гейшею.

### Становлення гейші

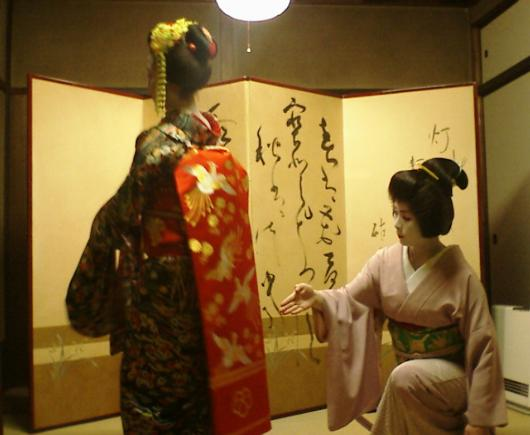
Фото Джоі Іто. Майко та гейша танцюють

До 11-15 років більшість дівчат проходять церемонію ініціації — з цього моменту вони стають гейшами-початківцями та отримують нове ім'я, до складу якого у більшості випадків входить частина імені старшої сестри. З цього моменту гейша-початківець повинна бути належним чином одягнена та зачесана. Завданням старшої сестри на цей період стає знайомство гейші-початківця зі своїми клієнтами. Ось чому досвід старшої сестри є досить важливим: наскільки вона популярна, настільки й у гейші-початківця більше шансів отримати непогану клієнтську базу.
Також одне з найважливіших завдань старшої сестри полягало у пошуку гідного клієнта для мідзуаґе — процедури з дефлорацією гейші-початківця. Старша гейша повинна була погодити умови з господинею окія та забезпечити найвищу ціну за мідзуаґе. Після закінчення мідзуаґе гейша-початківець повинна була змінити зачіску на відповідну до її статусу. Сучасні гейші не практикують мідзуаґе.

### Подальша кар'єра
З 18 років гейша отримує можливість працювати за персональним графіком, тобто отримати «данна» — чоловіка, з яким гейшу пов'язує договір на певний час; у них також можуть бути любовні стосунки. Обов'язок данна — сплачувати численні витрати гейші, з якою у нього договір (наприклад, придбання кімоно), а також сприяти зростанню її популярності. Поява данна у кар'єрі гейші не обов'язкова, однак без цього гейша практично не має шансу лишити окія та стати зіркою у своїй професії.

### Гейша та окія
У дім гейш дівчата потрапляли або через продаж своїми батьками, або як дочки господині дому — гейші, що за віком припинила працювати та виконує у своєму домі бухгалтерські функції. Якщо у хазяйки нема спадкоємниці, то вона може удочерити будь-яку зі своїх гейш, що дозволяє хазяйці отримувати увесь прибуток своєї «доньки». Удочеріння господинею дозволяє гейші отримати прізвище общини. Вона стає ататорі, а у майбутньому отримує право успадкувати майно окія.
Співіснування окія та гейші вигідне обом: окія отримує стабільний прибуток, а гейша — доступ до чималої колекції доволі дорогих кімоно, без яких вона не має можливості займатися своєю професією. Точніше кажучи, гейша має право замовити кімоно за рахунок окія, оскільки кожне кімоно у житті гейші є її недоторканною власністю. Забрати без дозволу чуже кімоно прирівнювалось до зазіхання на особисту недоторканність. Зазвичай, гейша, наймаючись на роботу до окія (навчання на гейшу теж вважається роботою), укладає контракт на термін від 5 до 7 років. Після цього вона може продовжити роботу або піти з окія.